# Henri Ier de Brunswick
Pour les articles homonymes, voir Henri Ier.
Henri Ier (vers 1355 – 3 décembre 1416), dit « le Doux » (der Milde), est duc de Brunswick-Lunebourg et prince de Lunebourg de 1388 à sa mort, ainsi que prince de Brunswick-Wolfenbüttel de 1400 à 1409.
Fils de Magnus II et de Catherine d'Anhalt-Bernbourg, Henri règne d'abord conjointement avec son frère Bernard sur la principauté de Lunebourg. Lorsque leur frère Frédéric est assassiné en 1400, ils ajoutent la principauté de Brunswick-Wolfenbüttel à leurs possessions. En 1409, ils procèdent à un partage : Bernard obtient le Wolfenbüttel et Henri conserve Lunebourg.
Après l'assassinat de Frédéric, Henri ravage l'Eichsfeld, une possession de l'archevêque de Mayence, suspecté d'être complice du crime. En 1405, un traité est signé entre la principauté de Brunswick-Lunebourg et l'archevêché de Mayence.
En 1404, Henri est enlevé par le comte Bernard de Lippe puis libéré contre une rançon avec l'aide du roi des Romains Robert Ier. Après la mort de son beau-frère, le comte Gérard de Schleswig, la reine Marguerite Ire de Danemark tente d'envahir le Schleswig, mais la région est défendue avec succès par Henri.

## Descendance
Le 11 novembre 1388, Henri épouse Sophie (vers 1376 – 1406), fille du duc Warcisław VI de Poméranie et d'Anne de Mecklembourg-Stargard. Deux enfants naissent de cette union :
- Guillaume (1392-1482), prince de Lunebourg, de Wolfenbüttel, de Calenberg et de Göttingen ;
- Catherine (1395-1442), épouse en 1402 l'électeur Frédéric Ier de Saxe.

Veuf, Henri se remarie avec Marguerite (1389-1446), fille du landgrave Hermann II de Hesse. Un enfant est né de cette union :
- Henri (1411-1473), prince de Lunebourg et de Wolfenbüttel.

## Littérature
Dans Des juifs et de leurs mensonges, Martin Luther fait apparaître l’homme sous les traits d’un tyran, disant : « Car là où le pouvoir absolu règne sans la loi, où le souverain est guidé par sa volonté arbitraire et non par le devoir, il n’y a pas de gouvernement, mais la tyrannie, comme celle de Néron, Caligula, Denys, Henri de Brunswick et leurs semblables. »